# George Batchelor
George Keith Batchelor (Melbourne, 8 de março de 1920 — Cambridge, 30 de março de 2000) foi um matemático australiano.
Foi durante muitos anos professor de matemática aplicada na Universidade de Cambridge, e foi chefe fundador da Faculdade de Matemática da Universidade de Cambridge. Em 1956 fundou o Jornal de Mecânica dos Fluidos, que editou durante cerca de quarenta anos.
Como um matemático aplicado (e por alguns anos na Universidade de Cambridge um colega de trabalho de Geoffrey Ingram Taylor no campo de fluxo turbulento), foi um defensor da necessidade de compreensão física e sólida base experimental.
Seu livro An Introduction to Fluid Dynamics (CUP, 1967) é ainda considerado um clássico sobre o assunto, e foi republicado na série Cambridge Mathematical Library.